# Royal African Company

Coat of Arms of the Royal African Company

Royal African Company (RAC) var ett engelskt handelskompani bildat 1660 av det engelska kungahuset Stuart och köpmän ur City of London för handel med Västafrika, och upplöstes 1752. Det är känt för sitt deltagande i den transatlantiska slavhandeln. 
Dess monopol drogs in 1697, vilket snabbt reducerade dess verksamhet. Dess tillgångar överfördes 1752 på African Company of Merchants, som varade till 1821.